# Dagonet
Dagonet – według legend arturiańskich błazen króla Artura, którego dla żartu pasowano na Rycerza Okrągłego Stołu; później wykazał się odwagą w wielu turniejach. Jego postać występuje w Le Morte d’Arthur autorstwa Thomasa Malory'ego.

## Nawiązania
W filmie Król Artur z 2004 został przedstawiony jako jeden z towarzyszy i najwierniejszy rycerz króla Artura, będący przyjacielem Borsa. Dzięki niemu rycerze wygrali bitwę z Sasami na terytorium Piktów. Dagonet wyrwał się z szeregu i wbiegł na środek zamarzniętego jeziora, gdzie załamał lód uderzając w niego toporem, przez co większość napastników utonęła. Zginął zastrzelony z kuszy.